# Erg (landform)

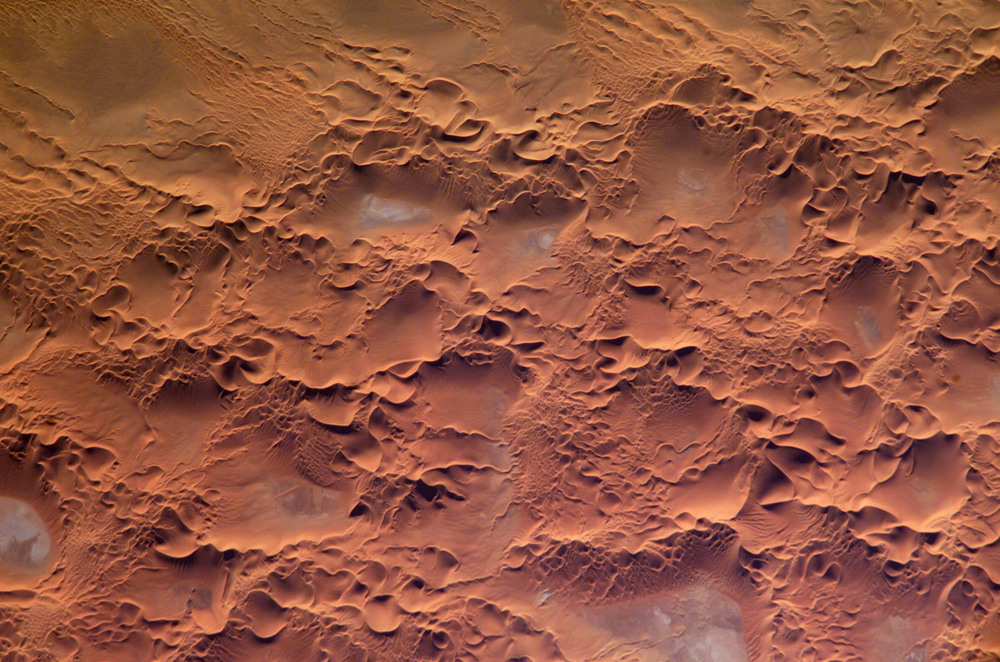
Issaouane Erg, Algeriet

En erg (även kallad sandhav eller dynhav) är en stor och relativt platt sandöken täckt med dyner som har formats av vinden. Termen kommer från det arabiska ordet erg (عرق), vilket betyder "dynfält". I egentlig mening definieras erg som ett ökenområde som består av mer än 125 kvadratkilometer där vindformad sand täcker minst 20 % av ytan. Mindre områden kallas dynfält. Den största varma öknen i världen, Sahara, är 9 000 000 km² stor och innehåller flera ergar, såsom Erg Chech i Algeriet. Ungefär 85 % av världens alla fria sandpartiklar finns i ergar större än 32 000 km². Ergar finns också på andra himlakroppar, till exempel på planeten Mars.